# تبهغلة سفلي (مقاطعة إسلام آباد غرب)
تبهغلة سفلي (بالفارسية: تپه‌گله سفلی) هي قرية تقع في قسم حومة الشمالي الريفي (مقاطعة إسلام آباد غرب) في إيران. يقدر عدد سكانها بـ 181 نسمة .